# Quartäre Phosphoniumverbindungen

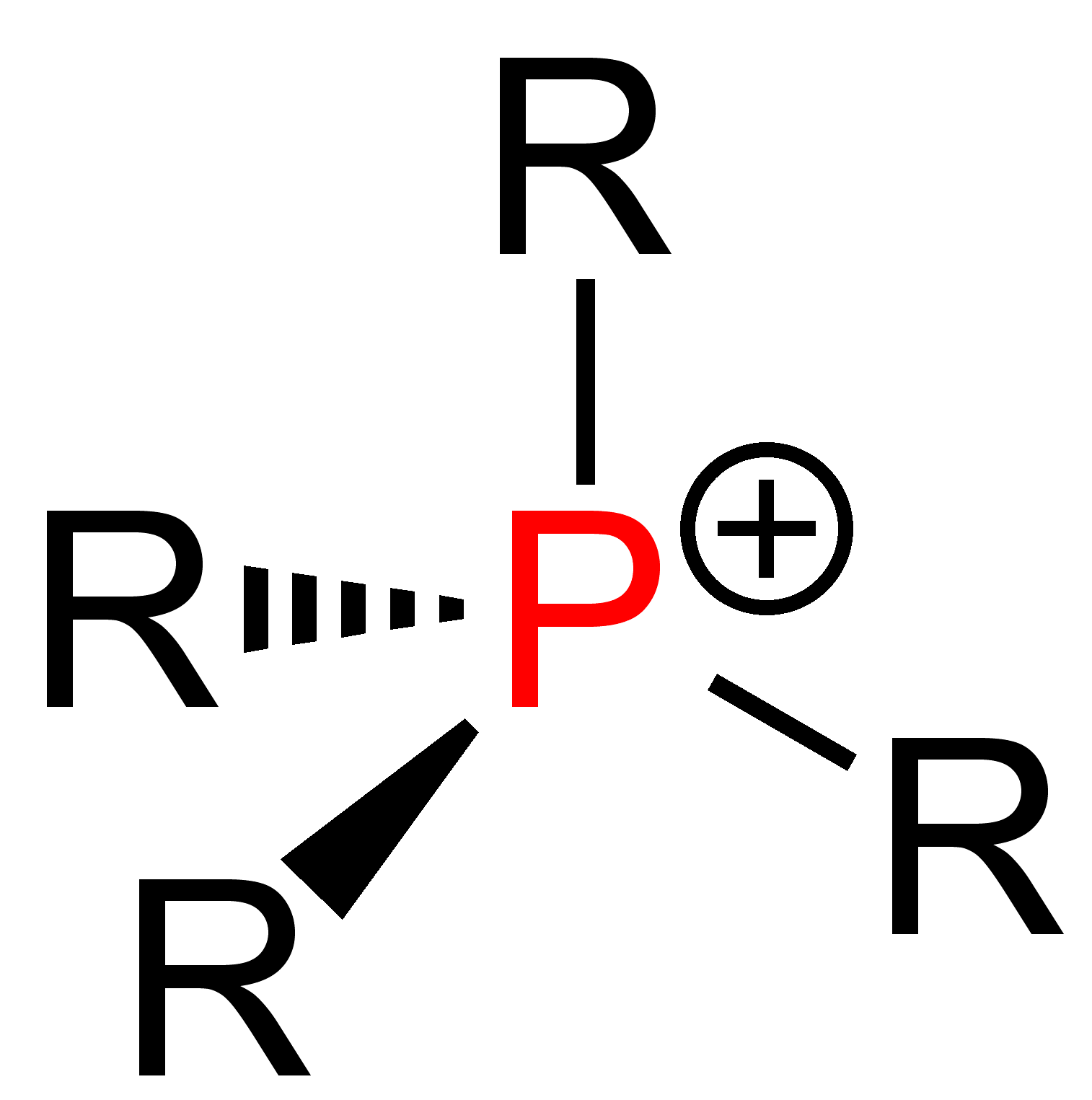
Beispiel für ein Phosphonium-Kation. In einem organischen Phosphonium-Salz wäre R ein Alkyl- oder Aryl-Rest, ein Halogenid das hier nicht abgebildete Gegenion (Anion).

Quartäre Phosphoniumverbindungen, auch Phosphoniumsalze, sind in Analogie zu quartären  Ammoniumverbindungen Onium-Verbindungen des Typs [PY4]+X−, wobei Y Halogene oder organische Reste und X für ein Halogen stehen kann. Die organischen Phosphoniumsalze bilden sich durch Quaternisierung phosphororganischer Verbindungen. Die in der Wittig-Reaktion benutzten Ylide (innere Salze) zählen ebenfalls zu den Phosphoniumsalzen, enthalten aber kein Halogenid.

Das Ylid (Zwitterion, eine quartäre Phosphoniumverbindung) und das mesomere Ylen (rechts, Ph = Phenylgruppe) spielen eine Rolle bei der Wittig-Reaktion.